# Nechvalice (Bystřany)
Nechvalice (německy Nechwalitz) jsou malá vesnice, část obce Bystřany v okrese Teplice. Nachází se asi dva kilometry jihovýchodně od Bystřan. Prochází zde dálnice D8. V roce 2011 zde trvale žilo 16 obyvatel.
Nechvalice leží v katastrálním území Nechvalice u Bystřan o rozloze 2,11 km².

## Historie
První písemná zmínka o vesnici pochází z roku 1447.

## Obyvatelstvo
|                                                                                | 1869 | 1880 | 1890 | 1900 | 1910 | 1921 | 1930 | 1950 | 1961 | 1970 | 1980 | 1991 | 2001 | 2011 | 2021 |
| ------------------------------------------------------------------------------ | ---- | ---- | ---- | ---- | ---- | ---- | ---- | ---- | ---- | ---- | ---- | ---- | ---- | ---- | ---- |
| Obyvatelé                                                                      | 85   | 121  | 115  | 95   | 94   | 84   | 152  | 82   | 69   | 63   | 27   | 36   | 10   | 16   | 17   |
| Domy                                                                           | 15   | 16   | 16   | 17   | 17   | 15   | 26   | 25   | .    | 15   | 6    | 5    | 5    | 5    | 5    |
| Počet domů z roku 1961 je zahrnut v celkovém počtu domů místní části Bystřany. |      |      |      |      |      |      |      |      |      |      |      |      |      |      |      |